# 687
Évszázadok: 6. század – 7. század – 8. század
Évtizedek: 630-as évek – 640-es évek – 650-es évek – 660-as évek – 670-es évek – 680-as évek – 690-es évek – 700-as évek – 710-es évek – 720-as évek – 730-as évek
Évek: 682 – 683 – 684 – 685 –  686 – 687 – 688 – 689 – 690 – 691 – 692

## Események

### Európa
- II. Jusztinianosz bizánci császár békeszerződést köt a belháborúban lekötött Abd al-Malik Omajjád kalifával és Libanonból bizánci területere telepítenek át 12 ezer maronita keresztényt, akik ellenálltak a muszlim uralomnak. A kevésbé veszélyeztetett keleti határokról átirányítják a lovasságot a Balkánra, a Trákiai themába.
- A Frank Birodalomban Herstali Pippin austrasiai majordomus a tertryi csatában döntő győzelmet arat neustriai riválisa, Berchar fölött, aki III. Theuderic bábkirállyal együtt visszamenekül Párizsba. Pippin a békekötés feltételeként lemondatja Berchart (aki az előző évben hadat üzent neki), így egyedüli ura lesz az egész birodalomnak és felveszi a hercegi (princeps) címet (a névleges uralkodó továbbra is Theuderic marad).
- Pippin megbízható hívét, Nordobertet kinevezi Burgundia hercegévé és rábízza Neustria kormányzását is.
- Erwig vizigót király súlyosan megbetegszik. Átadja koronáját vejének, Egicának, majd kolostorba vonul és hamarosan meghal.
- Meghal I. Romuald beneventói herceg (Grimoald longobárd király fia). Utóda fia, II. Grimoald.
- A Kenti Királyságban fellázadnak a rájuk kényszerített Mul király ellen, aki 12 társával egy házba menekül, amit a felkelők rájuk gyújtanak és valamennyien halálra égnek. Fivére, Caedwalla wessexi király bosszúból feldúlja Kentet.
- Meghal Conon pápa. Posztjáért két főpap is vetélkedik, Paschalis és Theodorus; hívek fegyveresen is összecsapnak és elfoglalják a lateráni palota egy-egy részét. A patthelyzetben a papság és polgárság Sergiust választja meg pápának és kiűzik a katonákat a palotájából. Paschalis a ravennai exarkhónhoz, Iohannes Platinushoz fordul segítségért, aki elveszi a felkínált pénzösszeget, majd megállapítja, hogy Sergius megválasztása szabályos volt.[1]

### Arab Kalifátus
- Muszab ibn al-Zubajr bászrai kormányzó (Abdalláh ibn al-Zubajr mekkai ellenkalifa öccse) legyőzi a lázadó Muhtár al-Takafí seregét, majd négyhónapos ostrom után elfoglalja központját, Kúfát. A lázadás összeomlik, Irak ismét a Zubajridák ellenőrzése alá kerül.

## Születések
- Wittiza, vizigót király

## Halálozások
- március 20. - Szent Cuthbert, angolszász püspök
- szeptember 21. – Conon, római pápa[1]
- Abdalláh ibn Abbász, Mohamed unokatestvére
- Erwig, vizigót király
- Mul, kenti király
- I. Romuald, beneventói herceg
- Wamba, kolostorba vonult vizigót király

## Fordítás
- Ez a szócikk részben vagy egészben  a(z)   687 című angol Wikipédia-szócikk ezen változatának fordításán alapul.  Az eredeti cikk szerkesztőit annak laptörténete sorolja fel. Ez a jelzés csupán a megfogalmazás eredetét és a szerzői jogokat jelzi, nem szolgál a cikkben szereplő információk forrásmegjelöléseként.